# 레나테 괴칠
레나테 괴칠(독일어: Renate Götschl, 1975년 8월 6일~)은 오스트리아의 전직 알파인 스키 선수이다. 올림픽에 4회 참가했으며 2002년 동계 올림픽에서 여자 복합 종목 은메달과 활강 종목 동메달을 획득했다. 또한 세계 선수권 대회에서 금메달 3개, 은메달 4개, 동메달 2개를 획득했고 월드컵에서 여자 종합 우승 1회 달성했다.